# Silvestro Milani
Silvestro Milani (nascido em 25 de fevereiro de 1958) é um ex-ciclista profissional italiano. Ele montou em uma edição do Tour de France e quatro do Giro d'Italia. Também participou na prova de perseguição por equipes (4,000m) durante os Jogos Olímpicos de Moscou 1980, competindo por Itália.